# KSV Krüger Schuberth Vandreike
 KSV Krüger Schubert Vandreike  è uno studio di architettura, fondato a Berlino nel 1990. I fondatori sono Torsten Krüger, Christiane Schuberth e Bertram Vandreike. Essi studiarono presso la Bauhaus dell'Università di Weimar.
KSV Krüger Schuberth Vandreike raggiungono la fama internazionale grazie al Primo Premio al Concorso per la Costruzione della nuova Cancelleria Federale nel 1994.
Nel 2008 viene inaugurato il Museion, Museo d'arte moderna e contemporanea a Bolzano, progettato da KSV.